# Бобринский, Василий Алексеевич
Граф Васи́лий Алексе́евич Бо́бринский (13 (25) января 1804 — 2 (14) сентября 1874, Москва) — декабрист, член Южного общества (1824). Внук императрицы Екатерины II. Основатель третьей («бобриковской») ветви рода Бобринских.

## Биография
Граф Василий Алексеевич был младшим сыном Алексея Бобринского (первого графа Бобринского) и баронессы Анны Владимировны Унгерн-Штернберг. Будучи по линии отца внуком императрицы Екатерины II, приходился двоюродным братом императорам Александру I и Николаю I.
С 1823 года — корнет лейб-гвардии Гусарского полка.
Во время восстания и арестов декабристов находился за границей, куда сопровождал больную жену. Во время следствия декабрист Сабуров показал, что Бобринский был принят в Южное общество в 1824 году Барятинским. Однако Барятинский этого не подтвердил, сообщив, что «не утверждает, что он был принят», хотя «граф Бобринский уже знал о существовании общества». 13 июля 1826 года по делу графа Бобринского высочайше повелено «по нахождению его в чужих краях, учредить за ним секретный надзор».
Вернувшись в Россию, жил в Тульской губернии. Вышел в отставку в чине поручика гвардии. В 1838—1840 избирался епифанским уездным, а в 1862 году — тульским губернским предводителем дворянства. В своём имении Бобрики в 1834 году основал суконную фабрику, а в 1854 году по примеру брата Алексея — свёклосахарный завод. Занимался разведением редких пород деревьев таких, как бархат амурский и пробковое дерево. Состоял членом Московского общества испытателей природы.
14 января 1857 года на заседании Совета Московского художественного общества граф Бобринский начал ругать некоторые русские порядки. Поэт Шевырёв увидел в этом стремление опозорить Россию. Начался спор, перешедший на личную почву и окончившийся дракой. Оба её участника были высланы из Москвы с запретом на проживание в обеих столицах.
Граф Бобринский активно занимался благотворительной деятельностью. Он пожертвовал тысячу рублей на открытие публичной библиотеки и 25 тысяч рублей на открытие пансиона при классической гимназии в Туле.
Граф Василий Алексеевич скончался в 1874 году в Москве от болезни желудка и был похоронен в родовой усыпальнице в селе Бобриках.

## Личная жизнь
Первая жена (с 6 июля 1824) — княжна Лидия Алексеевна Горчакова (10.06.1807 — 22.05.1826), единственная дочь Алексея Ивановича Горчакова и Варвары Юрьевны Долгоруковой. Про их свадьбу А. Я. Булгаков писал брату из Москвы:
Вчера было бракосочетание молодого Бобринского с княжной Горчаковой — здесь, в городе, в домовой церкви князя Юрия Владимировича… Я видел процессию, конца которой не видно было на улице. Невеста вся сверкала бриллиантами. Ей их надарили на миллион. За один только камень старик уплатил 80 тыс. рублей. Сказывают, будто мать браку препятствовала, а старик её торопил.
 Княгиня Лидия Алексеевна была большой любительницей музыки, хорошо пела и сочиняла вокальные миниатюры и танцы для фортепиано. Тенор Дальмас посвятил ей «Большой дуэт» из оперы Майра «Белая роза и красная роза» и сцену и дуэт из оперы «Альзира» Манфосси. Будучи слабого здоровья была направлена врачами на излечение в Швейцарию, где и скончалась. Похоронена в родовой усыпальнице в селе Бобриках.
Вторая жена (с 18 апреля 1830) — Софья Прокопьевна Соковнина (12.05.1812 — 9.02.1869), дочь надворного советника Прокопия Федоровича Соковнина (1786—1819) и княжны Софьи Васильевны Хованской (1788—1812), дочери В. А. Хованского. После ранней смерти родителей Софья Прокопьевна воспитывалась в доме бездетного дяди Сергея Федоровича Соковнина (1785—1868). Была богатой невестой и от отца унаследовала роскошный дом на Малой Никитской, д. 12. Говорили, что Бобринский видел Соковнину один раз и поражен был сходством её с покойной его женой, поэтому решил жениться. Граф С. Д. Шереметев писал о ней: «На первый взгляд она поражала своею холодностью и сдержанностью, но кто знал её ближе, тот не мог не оценить её высоких душевных качеств и доброты сердечной. Она была неизменна в своем расположении и на неё можно было положиться. В молодости она занималась музыкою, пела, и это влечение к музыки сохранилось в ней до конца». Брак не был удачным. Любя и мужа и дядю, графиня Бобринская оказалась между двумя самодурами высшей пробы, и должна, была выбрать между ними: она выбрала дядю. Последовал полный разрыв супругов, граф проживал в Бобриках или в Москве в доме на Зацепе и никогда более не виделся с женой. Имели детей:
- Алексей Васильевич (1831—1888) — первым браком женат на Екатерине Александровне Львовой, вторым браком — на Софье Алексеевне Шереметевой;
- Софья Васильевна (1837—1891), фрейлина двора (1856), жена (с 15.08.1860; Франкфурт-на-Майне) графа Виктора Фёдоровича Келлера (1834—1906), хозяйка подмосковной усадьбы Ивановское.

Третья жена (с 21 февраля 1869) — Александра Петровна Ушакова (19.05.1821 — 4.02.1880), дочь генерала Петра Сергеевича Ушакова (1782—1832) и Марии Антоновны Тарбеевой (1802—1870). Брак бездетен. Екатерина Ивановна Раевская (урожд. Бибикова) в своих воспоминаниях писала: «Старшая дочь г-жи Ушаковой была на содержании у графа Василия Бобринского, затем женившегося на ней». Умерла в Петербурге от воспаления легких, похоронена в селе Бобрики Тульской губернии.

В 1829 году графом была увлечена Екатерина Тизенгаузен, приходившаяся ему троюродной сестрой. Долли Фикельмон писала в своём дневнике:
Последние дни мучительны и для нас — Катрин в большом горе. Бобринский, кого она привыкла считать человеком, с которым проведет свою жизнь, женится на другой. Катрин в этой горестной ситуации проявила всю доброту, все благородство своего ангельского характера; ни единого стона, ни малейшего упрека не исторгло её сердце. Проливала потоки слез и оплакивала его, будто смерть отняла его у неё. Она очень огорчена и несчастна! Таинственны и неведомы пути Господни! Как понимать, что такое чистое, такое благородное и доброе существо является постоянной мишенью для мук и страданий! И именно та, которая ни в чем не согрешила, та, чьи помыслы непорочны, как у ангела